# Nototriche tucumana
Nototriche tucumana är en malvaväxtart som beskrevs av Antonio Krapovickas. Nototriche tucumana ingår i släktet Nototriche och familjen malvaväxter. Inga underarter finns listade i Catalogue of Life.